# マラウイの島の一覧
マラウイの島の一覧は、マラウイ共和国の国土を構成する主要な島の一覧である。
マラウイ共和国は国境が陸のみに面した内陸国のため、国土を構成する全ての島は海ではなく湖に存在する。この一覧では、マラウイ共和国で最も大きな湖のマラウイ湖と、2番目に大きな湖のチルワ湖に存在する主要な島を述べる。
| 名前       | 湖         | 場所         | 人口      | 面積                  |
| ---------- | ---------- | ------------ | --------- | --------------------- |
| リコマ島   | マラウイ湖 | 北部州リコマ | 約9000人  |                       |
| チズムル島 | マラウイ湖 | 北部州リコマ | 約4,000人 |                       |
| チシ島     | チルワ湖   | 南部州ゾンバ | 約1500人  | 12-21平方キロメートル |